# Gabriele Krauß
Gabriele Krauß, född 24 mars 1842 i Wien, död 6 januari 1906 i Paris, var en österrikisk operasångerska.

## Biografi
Gabriele Krauß visade tidigt stor musikalisk talang och började 1853 vid Wiens konservatorium. År 1860 debuterade hon i hemstaden som Mathilde i Wilhelm Tell, och sjöng därefter flera stora roller både inom den äldre och nyare repertoaren. I april 1868 uppträdde hon för första gången i Paris. Hon väckte genast bifall, och hennes gästspel i Paris varade i flera säsonger. Särskild framgång fick hon i de dramatiska rollerna i Norma, Trubaduren, Otello och Aida. Hon fick slutligen anställning vid Stora operan i Paris, där hon utbildade sig till en av de främsta dramatiska sångerskorna och gestaltade roller som Jeanne d’Arc i Auguste Mermets opera med samma namn samt Pauline i Charles Gounods Polyeucte.

## Utmärkelser
- Officier d’académie - 1880